# Cat's Hill Classic
La Cat's Hill Classic est une course cycliste américaine qui se déroule à Los Gatos, dans l'État de Californie. Disputée depuis 1974, elle fait partie du calendrier national américain. 
Des champions réputés comme Greg LeMond ou Dan Martin s'y sont notamment imposés. 

## Présentation
La course est créée en 1974 par les anciens coureurs cyclistes Bob Tetzlaff (en) et Jack Hartman (en). Ils sont également les fondateurs du Los Gatos Bicycle Racing Club, principal organisateur de l'épreuve,.

## Palmarès

### Élites Hommes
| Année     | Vainqueur                | Deuxième            | Troisième               |
| --------- | ------------------------ | ------------------- | ----------------------- |
| 1974      | Paul Wilson              |                     |                         |
| 1975      | Mark Pringle             |                     |                         |
| 1976      | Bill Robertson           |                     |                         |
| 1977      | Marc Brandt              |                     |                         |
| 1978      | Greg LeMond              | Wayne Stetina       |                         |
| 1979      | Bob Muzzy                |                     |                         |
| 1980      | William Watkins          |                     |                         |
| 1981      | Dave Zanotti             |                     |                         |
| 1982      | Chris Huber              |                     |                         |
| 1983      | Fred Markham             |                     |                         |
| 1984      | Sterling McBride         |                     |                         |
| 1985      | Fred Markham             |                     |                         |
| 1986      | Mark Caldwell            |                     |                         |
| 1987      | Ron Kiefel               |                     |                         |
| 1988      | Matt Doval               |                     |                         |
| 1989      | Chris Huber              |                     |                         |
| 1990      | Bill Watkins             |                     |                         |
| 1991      | Éric Rekkas              |                     |                         |
| 1992      | Matt Hamon (en)          |                     |                         |
| 1993      | Ron Kiefel               |                     |                         |
| 1994      | Roberto Gaggioli         |                     |                         |
| 1995      | Matt Carlson             |                     |                         |
| 1996      | Dylan Casey              |                     |                         |
| 1997      | J.T. Burke               |                     |                         |
| 1998      | Derek Bouchard-Hall (en) |                     |                         |
| 1999      | Ted Huang (de)           | David Fuentes       | Edwin Bull              |
| 2000      | Edwin Bull               |                     |                         |
| 2001      | Eric Wohlberg            | Devon Hoff-Weeks    | David Wyandt            |
| 2002      | Eric Wohlberg            | David Fuentes       | David McCook            |
| 2003      | Jonas Carney             | Jeff Angerman       | Trent Klasna            |
| 2004      | Ben Jacques-Maynes       | David McCook        | John Hygelund           |
| 2005      | Jackson Stewart          | Zack Walker         | Benjamin Haldeman       |
| 2006      | Ben Jacques-Maynes       | Eric Wohlberg       | Jackson Stewart         |
| 2007      | Dan Martin               | Michael Sayers (nl) | Andres Gil              |
| 2008      | Viktor Rapinski          | Tyler Dibble        | Ryan Parnes             |
| 2009      | Jackson Stewart          | Steve Reaney        | Fabrice Dubost          |
| 2010      | Ryan Parnes              | Chris Stastny       | Joe Iannarelli          |
| 2011      | Nathaniel English        | Fred Rodriguez      | James Mattis            |
| 2012      | James LaBerge            | Benjamin Swedberg   | Jared Barrilleaux       |
| 2013      | Daniel Holloway          | Ben Jacques-Maynes  | Shawn Rosenthal         |
| 2014      | Ben Jacques-Maynes       | James LaBerge       | Joshua Carling          |
| 2015      | Tobin Ortenblad          | James LaBerge       | Daniel Holloway         |
| 2016      | Tobin Ortenblad          | Sam Bassetti        | Bryan Larsen            |
| 2017      | Sam Bassetti             | Tobin Ortenblad     | Joshua Carling          |
| 2018      | Jackson Duncan           | Garrett Hankins     | Joshua Carling          |
| 2019-2021 | Pas organisé             | Pas organisé        | Pas organisé            |
| 2022      | Ryan Gorman              | Tobin Ortenblad     | Eric Fischer            |
| 2023      | Ryan Gorman              | Miles Hubbard       | Lance Haidet            |
| 2024      | Ryan Gorman              | Blake Macheras      | Eamon Lucas             |
| 2025      | Ryan Gorman              | Mattheus Johnson    | Pierre-Amaury Laforcade |

### Élites Femmes
| Année     | Vainqueur              | Deuxième              | Troisième            |
| --------- | ---------------------- | --------------------- | -------------------- |
| 1981      | Jacquie Phelan (en)    |                       |                      |
| 1982-1983 | ?                      | ?                     | ?                    |
| 1984      | Liz Chapman            |                       |                      |
| 1985      | ?                      | ?                     | ?                    |
| 1986      | Leigh Ann Tanner       |                       |                      |
| 1987      | Geneviève Robic-Brunet |                       |                      |
| 1988      | Peggy Maas             |                       |                      |
| 1989      | Katrin Tobin           |                       |                      |
| 1990      | Maureen Kaila Vergara  |                       |                      |
| 1991      | ?                      | ?                     | ?                    |
| 1992      | Kim Applegate          |                       |                      |
| 1993      | Sally Zack             |                       |                      |
| 1994      | Karen Kurreck          |                       |                      |
| 1995      | Laura Charameda        |                       |                      |
| 1996      | Laura Charameda        |                       |                      |
| 1997      | Kendra Wenzel          |                       |                      |
| 1998      | Karen Kurreck          |                       |                      |
| 1999      | Cynthia Mommsen        | Brenna Wolfard        | Gina Hall            |
| 2000      | Karen Kurreck          |                       |                      |
| 2001      | Lauren Smith           | Krystyna Kras         | Karen Kurreck        |
| 2002      | Karen Kurreck          | Heidi Witherell       | Sandra Kolb          |
| 2003      | Karen Kurreck          | Christine Thorburn    | Cynthia Mommsen      |
| 2004      | Karen Kurreck          | Laura Charameda       | Katheryn Curi Mattis |
| 2005      | Christine Thorburn     | Karen Kurreck         | Kim Cunningham       |
| 2006      | Christine Thorburn     | Laura Charameda       | Brooke Miller        |
| 2007      | Karen Kurreck          | Shelley Olds          | Courtenay Brown      |
| 2008      | Amanda Eaken           | Shelley Olds          | Flávia Oliveira      |
| 2009      | Shelley Olds           | Liza Rachetto (en)    | Mary Ellen Ash       |
| 2010      | Jasmin Hurikino        | Lauren Hecht          | Anne Fulton          |
| 2011      | Megan Guarnier         | Flávia Oliveira       | Liza Rachetto (en)   |
| 2012      | Jasmin Hurikino        | Emily Collins (en)    | Rebecca Werner       |
| 2013      | Kate Chilcott (en)     | Mary Elizabeth Maroon | Fiona Strouts        |
| 2014      | Elizabeth Newell       | Miranda Griffiths     | Elle Anderson        |
| 2015      | Leah Thomas            | Elizabeth Newell      | Bethany Allen (en)   |
| 2016      | Hanna Muegge           | Clarice Sayle         | Amy Cameron          |
| 2017      | Illi Gardner           | Melanie Wong          | Amy Cameron          |
| 2018      | Hanna Muegge           | Amy Cameron           | Melanie Wong         |
| 2019-2021 | Pas organisé           | Pas organisé          | Pas organisé         |
| 2022      | Jamie Axt              | Lisa Cordova          | Melanie Wong (en)    |
| 2023      | Melanie Wong (en)      | Jamie Axt             | Chloé Mauvais        |
| 2024      | Alexandrine Obrand     | Chloé Mauvais         | Anna Hicks           |
| 2025      | Alexandrine Obrand     | Melanie Wong (en)     | Jamie Axt            |